# دومین پایرین
دومین پایرین (انگلیسی: Pyrin domain) یک دومین پروتئین و زیرگروهی از موتیف‌های ساختاری که به تاشدگی مرگ شهرت دارند. این دومین، پروتئین‌های دارای پایرین را قادر می‌سازد تا با پروتئین ّایی که پایرین دارند، تعامل داشته باشند. نام دیگر این دومین، «دومین PYD یا PAAD/DAPIN» است و از لحاظ تکاملی، با خانوادهٔ دومین‌های مرگ مرتبط است.
پروتئین‌هایی که حاوی دومین پایرین هستند، در فرایندهای زیست‌شناختی مهمی چون التهاب و آپوپتوز نقش دارند.
از پروتئین‌هایی که این دومین را دارند می‌توان به گیرنده شبه NOD، پایکارد و برخی کاسپازهای ماهیان اشاره کرد.